# Ogräspeperomia
Ogräspeperomia (Peperomia pellucida) är en pepparväxtart som först beskrevs av Carl von Linné, och fick sitt nu gällande namn av Carl Sigismund Kunth. Ogräspeperomia ingår i släktet peperomior, och familjen pepparväxter. Arten har ej påträffats i Sverige. Utöver nominatformen finns också underarten P. p. argentina.